# Liste der Monuments historiques in Xouaxange
Die Liste der Monuments historiques in Xouaxange führt die Monuments historiques in der französischen Gemeinde Xouaxange auf.

## Liste der Bauwerke
| Bezeichnung    | Beschreibung           | Standort               | Kennzeichnung | Schutzstatus | Datum | Bild           |
| -------------- | ---------------------- | ---------------------- | ------------- | ------------ | ----- | -------------- |
| Kirche St-Rémi | ab dem 12. Jahrhundert | Rue de l’Église (Lage) | PA00107031    | Inscrit      | 1980  | weitere Bilder |

## Liste der Objekte
| Bezeichnung                   | Beschreibung | Standort                     | Kennzeichnung | Schutzstatus | Datum | Bild |
| ----------------------------- | --- | ---------------------------- | ------------- | ------------ | ----- | ---- |
| Skulptur Unterweisung Mariens | Holz, farbig gefasst und vergoldet, 18. Jahrhundert                                                                       | in der Kirche St-Rémi (Lage) | PM57000843    | Inscrit      | 2010  |      |
| Altar                         | ehemaliger Hauptaltar mit Aufbau und Tabernakel; Holz, farbig gefasst und vergoldet, drittes Viertel des 18. Jahrhunderts | in der Kirche St-Rémi (Lage) | PM57000842    | Inscrit      | 2010  |      |